# Луваньи
Луваньи́ (фр. Louvagny) — коммуна во Франции, находится в регионе Нижняя Нормандия. Департамент коммуны — Кальвадос. Входит в состав кантона Морто-Кулибёф. Округ коммуны — Кан.
Код INSEE коммуны — 14381.

## Население
Население коммуны на 2010 год составляло 67 человек.
| 1962 | 1968 | 1975 | 1982 | 1990 | 1999 | 2010 |
| ---- | ---- | ---- | ---- | ---- | ---- | ---- |
| 79   | 75   | 73   | 53   | 62   | 64   | 67   |

## Экономика
В 2010 году среди 45 человек трудоспособного возраста (15—64 лет) 35 были экономически активными, 10 — неактивными (показатель активности — 77,8 %, в 1999 году было 75,0 %). Из 35 активных жителей работали 32 человека (20 мужчин и 12 женщин), безработных было 3 (2 мужчин и 1 женщина). Среди 10 неактивных 4 человека были учениками или студентами, 5 — пенсионерами, 1 был неактивным по другим причинам.